# Премія «Сатурн» за найкращий телесеріал нового медіа
Премія «Сатурн» за найкращий телесеріал нового медіа — категорія премії Сатурн, яку вручає Академія наукової фантастики, фентезі та фільмів жахів. Категорія заснована у 2017 році.

## Лауреати і номінанти
• Лауреати виділені окремим кольором.

### 2016—2021
| Рік          | Серіал                          | Телемережа          |
| ------------ | ------------------------------- | ------------------- |
| 42-а (2016)  | • Шибайголова                   | Netflix             |
| 42-а (2016)  | • Детектив Босх                 | Prime Video         |
| 42-а (2016)  | • Людина у високому замку       | Prime Video         |
| 42-а (2016)  | • Пауери                        | PlayStation Network |
| 42-а (2016)  | • Восьме чуття                  | Netflix             |
| 42-а (2016)  | • Джессіка Джонс                | Netflix             |
| 42-а (2016)  | • Дракони                       | Netflix             |
| 43-тя (2017) | • Дивні дива                    | Netflix             |
| 43-тя (2017) | • Люк Кейдж                     | Netflix             |
| 43-тя (2017) | • Детектив Босх                 | Prime Video         |
| 43-тя (2017) | • Людина у високому замку       | Prime Video         |
| 43-тя (2017) | • Шибайголова                   | Netflix             |
| 43-тя (2017) | • Низка злощасних подій         | Netflix             |
| 44-а (2018)  | • Зоряний шлях: Дискавері       | CBS                 |
| 44-а (2018)  | • Дивні дива                    | Netflix             |
| 44-а (2018)  | • Видозмінений вуглець          | Netflix             |
| 44-а (2018)  | • Мисливець за розумом          | Netflix             |
| 44-а (2018)  | • Чорне дзеркало                | Netflix             |
| 44-а (2018)  | • Електричні сни Філіпа К. Діка | Prime Video         |
| 44-а (2018)  | • Оповідь служниці              | Hulu                |